# ワンダー☆5
ワンダー☆5（ワンダー ファイブ）とは、過去に存在したキッズダンスユニットである。グループ名はフィンガー5からである。
2006年、アイビィーカンパニーに所属するメンバーで結成。
タイアップ元であったアニメふしぎ星の☆ふたご姫 Gyu!の放映が終了した後、自然解散となった。

## メンバー
- ユウ（吉田佑、リーダー・リードボーカル）
- ノエル（川島如恵留）現在はアイドルグループTravis Japanのメンバー、STARTO ENTERTAINMENT所属。
- トモヤ（笠原知也）
- ユウタ（岡田勇太）現在はムーン・ザ・チャイルド所属。
- ゆい（與那覇結衣）

## 作品

### シングル
1. 学園天国（2006年4月26日）
  1. 学園天国（フィンガー5のカバー）
作詞：阿久悠、作曲：井上忠夫
テレビ東京アニメ『ふしぎ星の☆ふたご姫 Gyu!』エンディングテーマ
2. チュルッチュ☆ロック!（2006年11月8日）
  1. チュルッチュ☆ロック!
作詞・作曲：栗田貴司
テレビ東京アニメ『ふしぎ星☆のふたご姫 Gyu!』エンディングテーマ
  2. はぐはぐほかほか
作詞・作曲：後藤冬樹
テレビ東京アニメ『ふしぎ星☆のふたご姫 Gyu!』挿入歌